# Miracinonyx inexpectatus
Espèce
Miracinonyx inexpectatus est une espèce éteinte de guépards américains qui vivait en Amérique du Nord durant le Pléistocène. Cette espèce a vécu pendant environ 2 millions d’années et s’est éteinte il y a 600 000 ans, et ce avant l’apparition d’autres espèces proches comme Miracinonyx trumani et le Puma en Amérique du Nord.

## Description
Miracinonyx inexpectatus avait le corps plutôt allongé comme le guépard actuel, mais avec un crâne ressemblant celui du puma. Il était répandu à l’ensemble des États-Unis actuels, de la Floride à la Californie. Un fossile bien conservé a été retrouvé dans la grotte Hamilton Cave en Virginie-Occidentale, dans des dépôts datant de l’Irvingtonien.
La relation exacte avec l’espèce décrite comme Miracinonyx studeri (Savage, 1960; PaleoDB taxon number: 48772) est débattue et il pourrait être une seule et même espèce.